# Lisa Cant
Pour les articles homonymes, voir Cant.
Lisa Cant, née le 28 décembre 1984 à Edmonton en Alberta, est une mannequine canadienne. Elle a notamment fait la couverture du Vogue allemand et joué dans une publicité de Carolina Herrera.

## Annexe